# Rarach
Rarach (ve francouzském originále Le Farfadet) je komická opera (opéra comique) o jednom jednání francouzského skladatele Adolpha-Charlese Adama na libreto Françoise-Antoina-Eugèna de Planarda (1784-1853) z roku 1851. Poprvé byla uvedena v pařížském Théâtre de l'Opéra-Comique dne 21. února 1852.

## Vznik díla
Adolphe Adam složil operu Le Farfadet - tedy rarach, šotek, poltergeist - ve 49 letech v polovině svého nejplodnějšího období - let 1848 až 1853 - kdy byl nucen produkovat řadu děl za sebou, aby splatil dluhy spojené s úpadkem jím založeného Národního divadla (Théâtre-National). Mezi delšími a hudebně propracovanějšími díly z tohoto období (Toreador a Kdybych byl králem) představuje tato aktovka spolu s Norimberskou loutkou nenáročnější a bezprostředně přitažlivé drobnější práce. Prostý děj je postaven na situační komice, která má z Adamových pozdních děl nejblíže k frašce. Rarach sklidil ihned úspěch v Paříži a jako řada Adamových oper následně také v Německu (pod názvem Der Kobold), v českých zemích však uveden nebyl.
Opera Rarach je bez předehry a má 13 zpěvních čísel proložených mluvenými dialogy. Představení trvá asi dvě a půl hodiny.

## Osoby
- Rychtář - tenor
- Bastien, rychtářův syn - baryton
- Laurette, rychtářova schovanka a mlynářka - soprán
- Babet, rychtářova služebná - mezzosoprán
- Marcelin, Babetin bratranec - basbaryton
- vesničané

## Děj opery
Děj se odehrává na počátku 19. století ve vesnici na jihu Francie, na hranici s Navarou. Vesnický rychtář se snaží provdat svou schovanku Laurettu - která právě zdědila mlýn, a stala se z ní tedy výhodná partie - za svého syna Bastiena. Právě se chystají vyjet k vesnickému písaři, aby byl sňatek zaprotokolován. Oba snoubenci však nejeví nadšení - Bastien je zamilován do služebné Babet a Laurette měla v lásce Babetina bratrance Marcelina. Ten se však nevrátil z výpravy zásobující francouzské vojsko a soudí se, že je mrtev. Lauretta a rychtář odjíždějí v drožce, Bastien, který už se do ní nevešel, je následuje pěšky; Babeta se vrací do své světničky.
Vypukne bouřka. Do opuštěné místnosti se míří schovat nejprve - Marcelin, živý a zdravý. Když slyší příchozí, vyleze po žebříku a schová se na půdě. Nato se vrací promoklý Bastien. Marcelin vyslechne jeho rozhovor s Babet a dozví se o zamotané situaci, kterou se rozhodne vyřešit, a to tím, že bude hrát domácího raracha. Vracejí se i rychtář s Laurettou a Marcelinovo představení může začít. Nejrůznější zvuky, přemisťované a mizející předměty, zjevující se anonymní vzkazy vyvedou postupně všechny zcela z míry a nakonec všichni ztratí zábrany a celou situaci se sňatkem si vyříkají. Marcelin se dá poznat a i rychtář se s nastalým stavem věcí smíří. Chystá se místo jedné svatby dvojí.

## Nahrávky
Existuje zatím jediná nahrávka Raracha z roku 1970. Zpívají (Laurette:) Janine Capderou, (Babet:) Lina Dachary, (rychtář:) Joseph Peyron, (Bastien:) Bernard Plantey, (Marcelin:) Bernard Demigny. Orchestre Lyrique de l'ORTF diriguje Robert Benedetti. Musidisc 201942 (1 CD).